# Harkorthaus

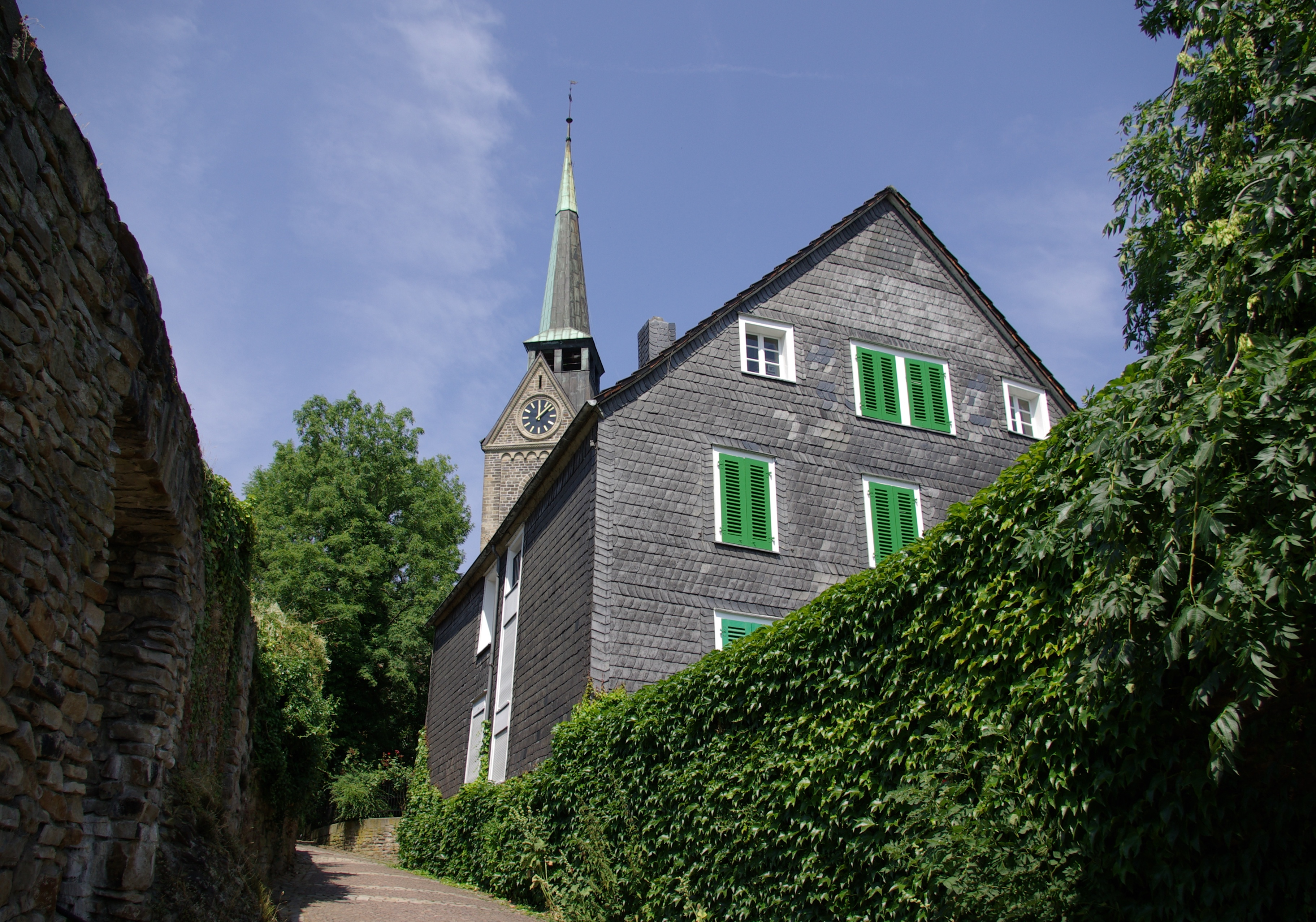
Das Harkorthaus, dahinter die Reformierte Kirche, 2010

Das Harkorthaus (Burgstraße 17) in Wetter (Ruhr) ist ein um 1700 errichtetes Fachwerkhaus mit Schieferdeckung, das im Besitz der Patrizier- und Unternehmer-Familie Harkort war. Der bekannteste Vertreter der Familie, Friedrich Harkort, lebte in den 1850er Jahren zeitweise in dem Haus. Seit 1985 ist das Gebäude in die Baudenkmalliste von Wetter eingetragen.
1818 gründete Friedrich Harkort (1793–1880) in der leer stehenden Burg Wetter zusammen mit Heinrich Kamp (1786–1853) und mit Hilfe des englischen Technikers Edward Thomas die Mechanische Werkstätten Harkort & Co., eine der ersten Maschinenbaufirmen im Ruhrgebiet. Neben der Burg erwarb er auch den Burgmannenhof (Burgstraße 26) und wohnte dort zeitweise bis zu seinem Ausscheiden aus der Firma im Jahr 1832. Zu den Nachbarhäusern in der alten Burgfreiheit gehörte auch das baufällige, alte, reformierte Schulhaus von Wetter, das 1840 von einem Geschäftspartner Harkorts, Carl Gravemann, erworben wurde, um dem mittlerweile hoch verschuldeten Freund eine Unterkunft zu geben. Die Kinder Harkorts übernahmen das Haus 1845 und er verlegte seinen Lebensmittelpunkt in den 1850er Jahren zeitweise wieder nach Wetter. Das Haus blieb bis 1922 im Familienbesitz und kam 1926 in den Besitz der Stadt Wetter, die anschließend im „Harkorthaus“ eine Gedenkstätte an den „Vater des Ruhrgebiets“ einrichtete. 
Nach einer Nutzung als Jugendherberge war im Harkorthaus bis 2014 das Stadtarchiv der Stadt Wetter untergebracht.